# Korschenbroich
Korschenbroich est une commune de Rhénanie-du-Nord-Westphalie (Allemagne), située dans l'arrondissement de Rhin Neuss, dans le district de Düsseldorf, dans le Landschaftsverband de Rhénanie.

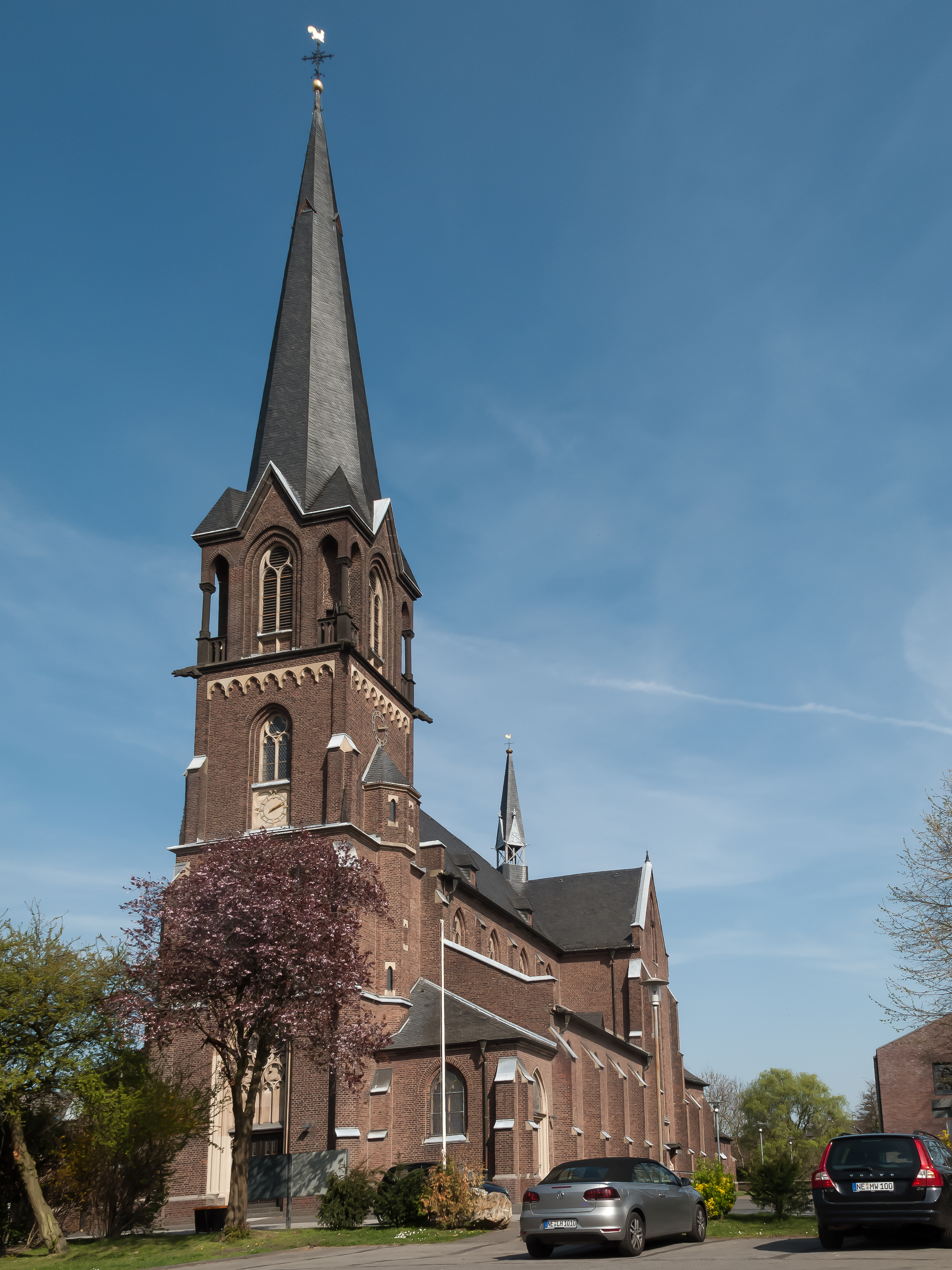
Glehn, église: die katholische Pfarrkirche Sankt Pankratius

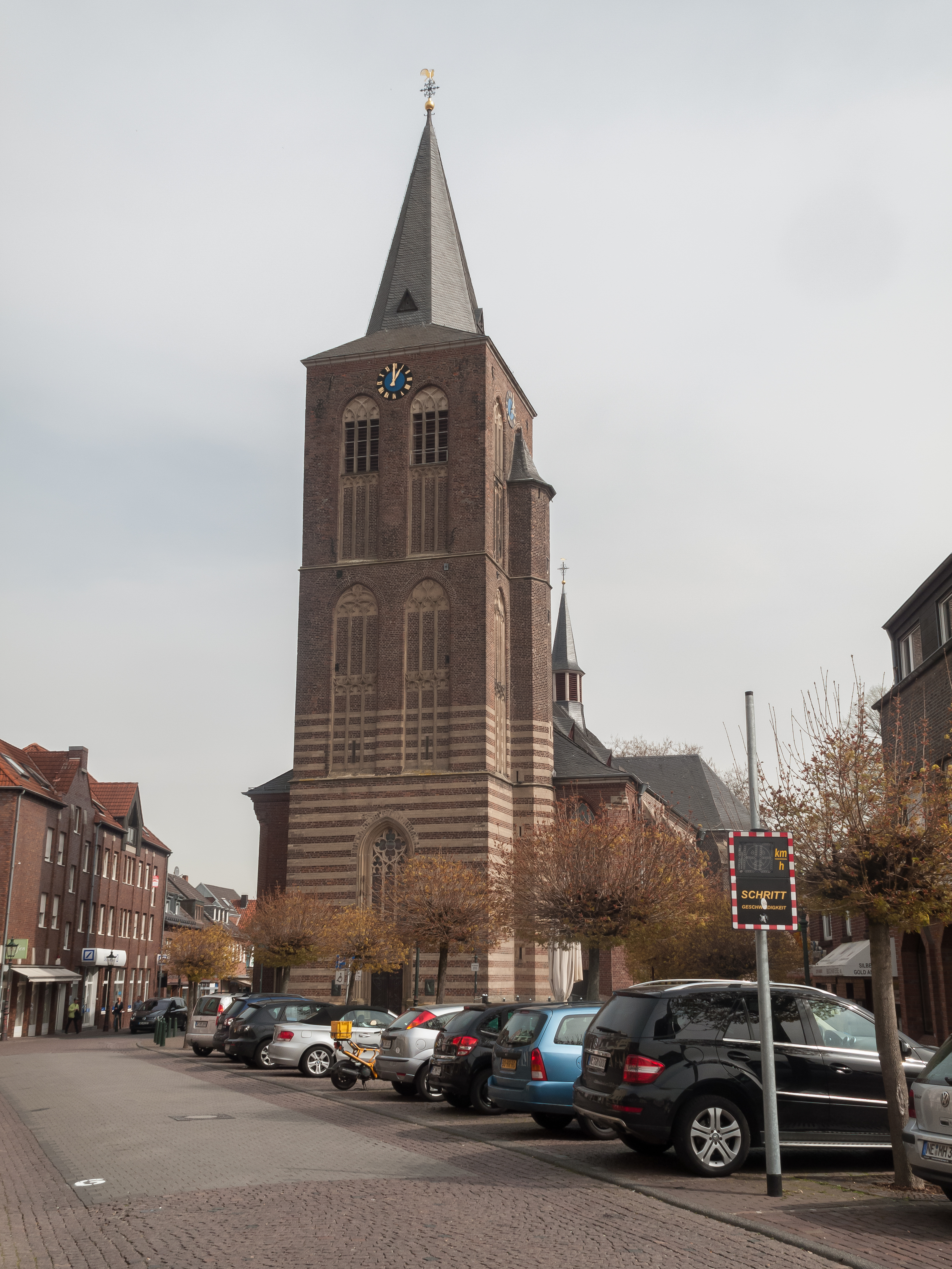
Korschenbroich, église: die katholische Pfarrkirche Sankt Andreas

## Géographie
Commune située entre Mönchengladbach à l'est et Düsseldorf à l'ouest.

## Histoire
| Appartenances historiques Comté de Gueldre 1268-1279 Électorat de Cologne 1279-1700 Seigneurie de Myllendonk 1700-1797 République cisrhénane (Roer) 1797-1802 République française (Roer) 1802-1804 Empire français (Roer) 1804-1813 Royaume de Prusse (Province de Juliers-Clèves-Berg) 1815-1822 Royaume de Prusse (Province de Rhénanie) 1822-1918 République de Weimar 1918-1933 Reich allemand 1933-1945 Allemagne occupée 1945-1949 Allemagne 1949-présent |

## Économie
- Privatbrauerei Bolten, brasserie.

## Jumelages
- Carbonne (France)
- Finowfurt (Allemagne) Brandebourg

## Personnalités liées à la ville
- Adam Weisweiler (1746 - 1820), ébéniste français d'origine allemande, né à Korschenbroich.